# Caupolicana quadrifasciata
Caupolicana quadrifasciata är en biart som beskrevs av Heinrich Friese 1898. Caupolicana quadrifasciata ingår i släktet Caupolicana och familjen korttungebin. Inga underarter finns listade.